# Scytodes eleonorae
Scytodes eleonorae là một loài nhện trong họ Scytodidae.
Loài này thuộc chi Scytodes. Scytodes eleonorae được miêu tả năm 2001 bởi Rheims & Antonio D. Brescovit.